# Upplands runinskrifter 664

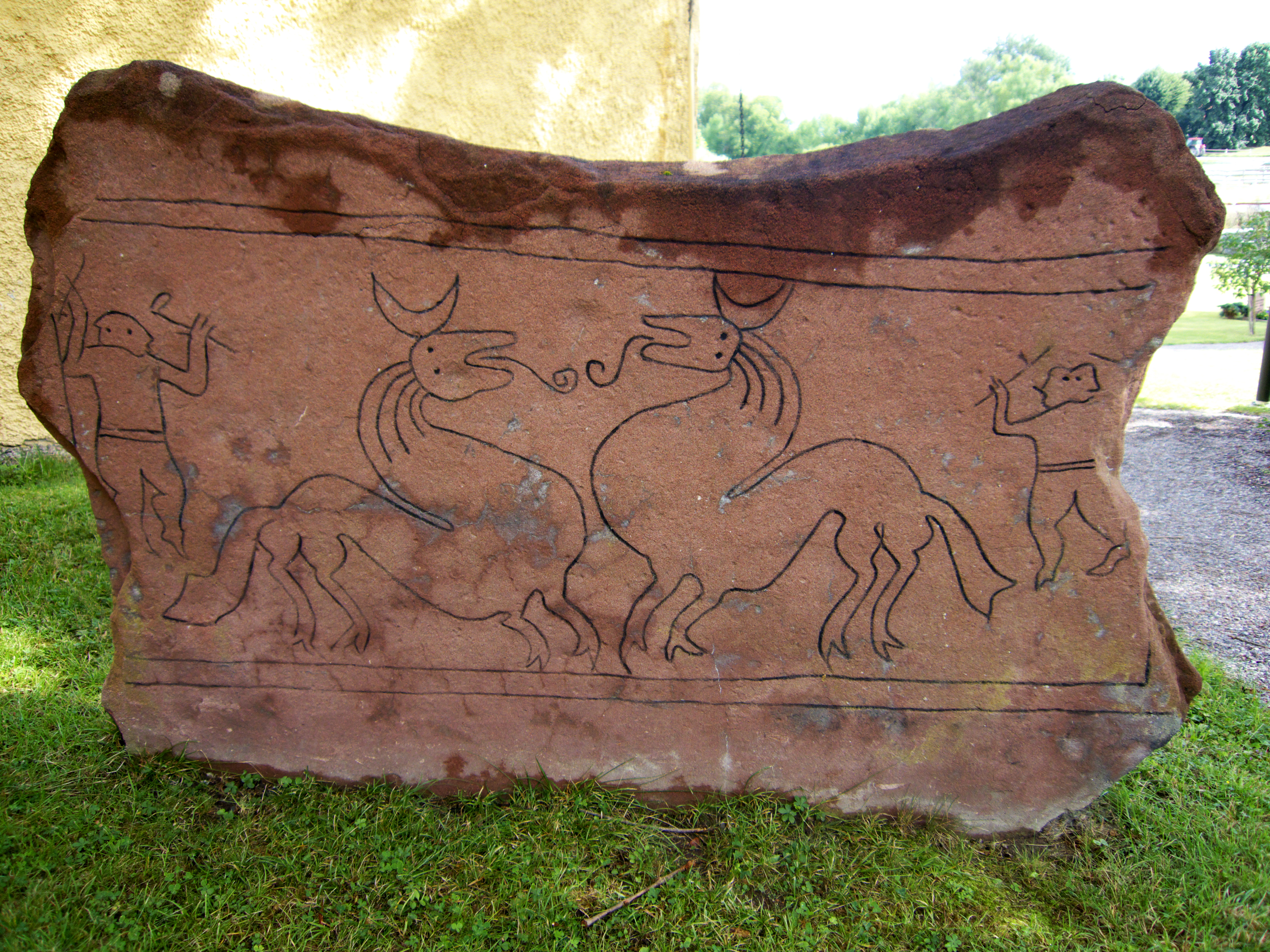
Andra sidan av kopian av U 664 utanför Häggeby kyrka.

Upplands runinskrifter 664 är en urnordisk, möjligen från 500-talet, ristad sten av röd sandsten i Häggeby kyrka, Häggeby socken och Håbo kommun. Stenen är rent ornamental och har en bild av skepp med roddare på ena sidan och hästkamp på den andra. Stenen låg tidigare i kyrkans golv och sidan med hästkampen var dold fram till stenen togs upp 1863. Stenen är flyttad till Statens historiska museum, men en kopia av den står på kyrkogården, söder om vapenhuset.